# Danny Van Assche
Danny Van Assche (Wilrijk, 29 december 1971) is een Belgisch bestuurder en voormalig politicus voor de CVP en diens opvolger CD&V. Tot 17 februari 2025 was hij gedelegeerd bestuurder van UNIZO. 

## Levensloop
Van Assche is van opleiding licentiaat economische wetenschappen, studies die hij voltooide in 1995 aan de KU Leuven. Tevens behaalde hij een doctoraat in de politieke en sociale wetenschappen aan de Universiteit Antwerpen in 2005.
In 1995 ging hij aan slag als wetenschappelijk medewerker bij het Vlaams Parlement. Vervolgens was hij van 1997 tot 1999 adviseur op het kabinet van Vlaams minister van Economie, KMO, Media en Landbouw Eric Van Rompuy en van 1999 tot 2005 mandaatassistent aan de Universiteit Antwerpen. In 2005 ging hij aan de slag als adviseur sociale zaken op de studiedienst van UNIZO, een functie die hij uitoefende tot zijn aanstelling op 12 april 2010 als afgevaardigd bestuurder van Horeca Vlaanderen in opvolging van Luc De Bauw. Op 2 januari 2018 werd hij aangesteld als gedelegeerd bestuurder van UNIZO, hij volgde in deze hoedanigheid Johan Bortier op die de functie waarnam sinds het vertrek van Karel Van Eetvelt op 1 oktober 2017 naar Febelfin. Bij Horeca Vlaanderen werd Van Assche opgevolgd door Matthias De Caluwe.
Daarnaast was hij politiek actief voor de CVP en vervolgens de CD&V. Bij de districtraadsverkiezingen van 2000 stond hij op de 7e plaats op de kieslijst voor het district Wilrijk. Bij de lokale verkiezingen van 2006 werd hij herverkozen tot districtsraadslid te Wilrijk, alwaar hij op 26 januari 2007 districtsschepen werd met als bevoegdheden cultuur, erfgoed, feesten en jeugd. Op 24 juni 2010 legde hij beide functies neer, hij werd als districtsschepen opgevolgd door partijgenoot Hans Ides.
Van 2005 tot 2010 cumuleerde hij 12 à 23 mandaten, waarvan 4 à 10 bezoldigd. Zo was hij onder meer voorzitter van de raad van bestuur van de Openbare Bibliotheken van Antwerpen, effectief lid van verschillende paritaire comités, de NAR het beheerscomité van de RSZ en bestuurder bij CEVORA.
Op 17 februari 2025 nam hij met onmiddellijke ingang ontslag als gedelegeerd bestuurder van UNIZO.